# Conchophthiridae
Famille
Les Conchophthiridae sont une famille de Ciliés de la classe des Heterotrichea et de l’ordre des Heterotrichida.

## Étymologie
Le nom de la famille vient du genre type Conchophthirius ou Conchophthirus, de conch, coquille (par allusion au fait que cet organisme vit en commensal avec divers mollusques, notamment les moules), et du grec φθιρ / fthir, périssable.

## Description
Le genre type Conchophthirus a un corps aplati latéralement ; le bord ventral est allongé, parfois un peu concave dans la région de la bouche ; le bord dorsal est incurvé. Le côté gauche est plat ou un peu en forme de bol ; le côté droit est légèrement convexe. L'entonnoir pharyngien cilié, incurvé dorsalement, commence à l'extérieur dans une dépression du côté droit. Les cils, en particulier ceux du côté plat gauche, présentent de fortes propriétés thigmotactiques ; chez C. anodonttae on reconnaît la formation d'un verticille thigmotactique, semblable à celui des Ancistridae (autre famille de protozoaires), près du bord antérieur.
Ces protozoaires se nourrissent principalement de bactéries que le flux alimentaire de l'hôte attire ; ils peuvent également consommer des déchets (mucus mélangé à des restes de cellules et des bactéries).

## Biologie
Les espèces du genre Conchophthirus sont des commensaux marins de mollusques (moules) ou de comatules.

## Liste des genres
Selon GBIF (24 janvier 2023) :
- Conchophthirius Stein, 1861 genre type
- Conchophthirus Stein, 1867 [note 1]
  - Synonymes : Kidderia, Morgania, Peripheres.
- Discoftirius

## Systématique
Le nom valide de ce taxon est Conchophthiridae Kahl in Doflein & Reichenow, 1929 .